# AstroPop

AstroPop — відеогра-головоломка в реальному часі, розроблена та опублікована PopCap Games. У версію Adobe Flash можна грати онлайн безкоштовно на кількох різних веб-сайтах, або розкішну версію можна завантажити та розблокувати за окрему плату. Гра доступна для Xbox і Xbox 360 через Xbox Live Arcade. AstroPop було перенесено на PlayStation 2 у 2007 році разом з іншою грою PopCap, Bejeweled 2, яка була випущена у вигляді компіляції з двох ігор під назвою PopCap Hits! Том 1. Гру також перенесли на мобільні телефони.

## Ігровий процес
Мета гри — очистити певну кількість цеглин на кожному рівні, щоб заповнити Brick-O-Meter. Гравці керують кораблем, який рухається горизонтально внизу екрана. Корабель може захоплювати та відпускати цеглини (до 6 цеглинок одного кольору за раз), переміщаючи їх з однієї колони в іншу. Якщо гравець відпускає цеглинки так, що 4 або більше цеглинок одного кольору торкаються, цеглинки вибухають. Коли цегла вибухає, цеглини внизу рухаються вгору, щоб заповнити прогалини. Якщо це призведе до зустрічі 4 або більше цеглинок одного кольору, вони також автоматично вибухнуть (називається комбо).
Нові ряди цеглин постійно надходять із верхньої частини екрана зі швидкістю, прямо пропорційною рівню гри. Гра закінчується, коли будь-яка колона цеглинок торкається дна, якщо цеглинки торкаються тих, які тримає гравець, або вони торкаються персонажа гравця (де можна розпочати гру без тривоги чи сирени для першої та цеглини не можуть досягти самого нижнього рядка екрана в останніх двох випадках).

## Рецепція
Більшість оглядів гри вказували на те, що вона, хоча й була дещо схожа на існуючі пропозиції, пропонувала достатньо нових елементів, щоб у неї варто було грати. Під час огляду версії для Xbox 360 TeamXbox дійшов висновку, що «AstroPop пропонує достатньо задоволення у своєму ігровому процесі та дизайні, щоб виправдати покупку». GameSpot, переглядаючи мобільну версію гри, вважає, що вона добре грає і що вона «має сподобатися практично кожному мобільному геймеру», що призвело до оцінки 8,5 з 10.